# Зброжек, Фёдор Григорьевич
Фёдор Григорьевич Зброжек (7 [19] марта 1849, Чернигов — 15 [28] февраля 1902, Санкт-Петербург) — русский инженер-гидротехник.

## Биография
Родился 7 (19) марта 1849 года в Чернигове в семье инженера путей сообщения. 
Окончил Могилёвскую гимназию с серебряной медалью и поступил в сначала в Петербургский университет, откуда вскоре перешёл в Институт инженеров путей сообщения.
После окончания института в 1872 году поступил на службу в Петербургский округ Корпуса инженеров путей сообщения. 
С 1878 по 1886 годы был начальником царскосельской дистанции, затем заведовал отделением естественных водных путей в департаменте шоссейных и водных сообщений; с 1893 года — вице-директор того же департамента в техническом отделе. 
С 1893 года также занимал должность помощника генерала А. А. Тилло в комиссии по исследованию верховьев русских рек, а с 1900 года был назначен председателем этой комиссии. 
В 1899—1900 годы — начальник отдела водных и шоссейных сообщений. Неоднократно был командирован для осмотра водных путей, принимал участие в разрешении вопросов о регулировании пограничной с Австрией части Вислы и Днестра, Днепра у Киева, Немана у Августовского канала и др.
В 1888 году Зброжек принял на себя главное руководство работами по устройству Новороссийского порта. В 1889 году был утверждён в звании преподавателя курса, позже — профессора внутренних водяных сообщений в Институте инженеров путей сообщения. Зброжеку принадлежит много исследований по разным вопросам речной гидравлики, напечатанных в «Журнале Министерства Путей Сообщения», и обширный «Курс внутренних водяных сообщений» (с атласом из 136 таблиц, 2-е изд., СПб., 1898).
Умер в Санкт-Петербурге 15 (28) февраля 1902 года. Похоронен на Смоленском православном кладбище с Ольгой Петровной фон Шульман.